# Megalokornea
Eine Megalokornea (von altgriechisch μέγας megas, megalo, deutsch ‚groß‘ und lateinisch cornea ‚Horn‘) bezeichnet einen seltenen, abnorm vergrößerten Durchmesser der ansonsten normal aufgebauten  Hornhaut. Synonyme sind: Makrokornea, Megakornea, Megacornea, lateinisch Cornea globosa, englisch Megalocornea.

## Einteilung
Je nach Augeninnendruck kann unterschieden werden:
- Einfache isolierte Form, (simple isolated megalocornea), harmlos mit normalem Augendruck[2]
- Form mit erhöhtem Augendruck (Hydrophthalmus) und Erblindungsgefahr
- Form mit weiteren Fehlbildungen wie Anteriorer Megophthalmus, Dysgenesie der Iris, der Augenlinse oder des Ziliarkörpers[3]

## Ursache
Die Ursache dieser Entwicklungsstörung ist nicht bekannt. Sie tritt unter anderem als Zeichen eines Keratoglobus, meist mit Kurzsichtigkeit und hohem Astigmatismus, auf.
Bei angeborenen Formen erfolgt die Vererbung meistens
X-chromosomal-rezessiv, viel seltener autosomal
- MGCN1 (MGCN) Der Erkrankung liegen Mutationen im CHRDL1-Gen am Genort Xq23 zugrunde.[6]

## Im Rahmen von Syndromen
Die Megalokornea tritt häufig im Rahmen eines Marfan-Syndromes auf.
- Anophthalmie – Megalokornea – Kardiopathie – Skelettanomalien (Cassia-Stocco-dos Santos-Syndrom)[8]
- Megalokornea – Sphärophakie – sekundäres Glaukom[9]
- Megalokornea – Intelligenzminderung-Syndrom (Megalokornea – geistige Retardierung; MMR-Syndrom; Neuhäuser-Syndrom)[10][11]

Weiter ist es Symptom beim Diallinas-Amalric-Syndrom, dem N-Syndrom und der Adrenomyodystrophie.